# Joaquín Crespo (paroisse civile)
Pour les articles homonymes, voir Crespo.
Joaquín Crespo est l'une des huit paroisses civiles de la municipalité de Girardot, dans l'État d'Aragua au Venezuela. En 2007, sa population est estimée à 42 190 habitants. Sa capitale est Maracay, chef-lieu de la municipalité et capitale de l'État d'Aragua.

## Géographie

### Démographie
Joaquín Crespo constitue l'une des paroisses urbaines de la ville de Maracay, capitale de l'État, dont elle abrite les quartiers au sud-est du centre. Elle comporte notamment les quartiers suivants :
- Barrio San José
- Urbanización Araguama
- Urbanización El Trebol
- Urbanización La Maracaya
- Urbanización Las Acacias
- Urbanización Piñonal
- Urbanización Piñonal Sur
- Urbanización Girardot - Sector 1 de Girardot

## Sources
- (es) Cet article est partiellement ou en totalité issu de l’article de Wikipédia en espagnol intitulé « Parroquia Joaquín Crespo » (voir la liste des auteurs).